# Renna Kellaway
Renna Kellaway (* 18. Oktober 1934 in Durban; † 27. April 2024) war eine britische Pianistin und Musikpädagogin.
Die Tochter britischer Eltern wuchs in Südafrika auf. Im Alter von siebzehn Jahren kam sie nach Amsterdam und wurde Klavierschülerin von Johannes Röntgen und auf dessen Empfehlung von Franz Osborn in London, einem Schüler von Artur Schnabel. Sie trat dann als Konzertpianistin und Kammermusikerin in Europa, Asien, den USA und Südafrika auf, gab Meisterklassen und wirkte als Jurorin an Klavierwettbewerben mit.
Ab 1980 war Kellaway Lehrerin an der School of Keyboard Studies des Royal Northern College of Music (RNCM), deren Leiterin sie 1992 wurde. 1985 gründete sie die Lake District Summer Music, ein Festival, das Auftritte international anerkannter Musiker mit der Ausbildung junger Talente verbindet. Am RNCM gründete sie 1995 das Festival Glories of the Keyboard und 1999 einen Wettbewerb für Klaviertrios. 2009 wurde sie mit dem Order of the British Empire ausgezeichnet, 2012 ehrte sie Cumbria mit dem Lifetime Achievement Award. Kellaway war mit dem Komponisten und Musikpädagogen John Manduell (1928–2017) verheiratet.